# Jacob Haylmann
Jacob Haylmann, Jakob Heilmann oder Jacob von Schweinfurt (* um 1475 in Schweinfurt; † zwischen 1523 und 1524 in Annaberg) war ein deutscher Architekt und Baumeister der beginnenden Renaissance. Seine bedeutendste Leistung war die Wölbung der St. Annenkirche in Annaberg und organisatorische Neuerungen im sächsischen Bauwesens, die stärker die freie Bildhauerkunst in die Bauprojekte mit einbezogen.

## Leben

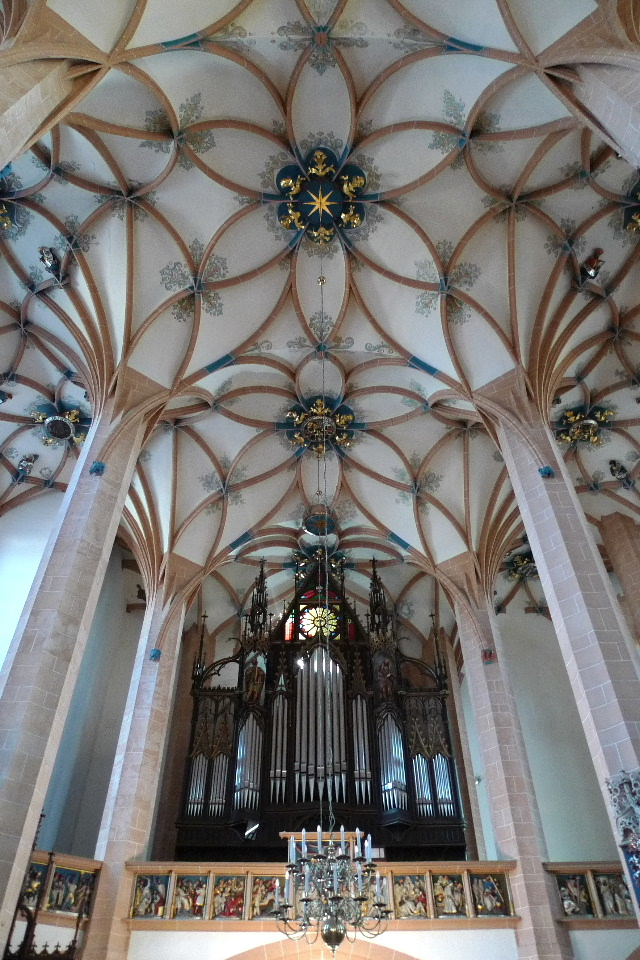
Blick auf das Gewölbe der St. Annenkirche

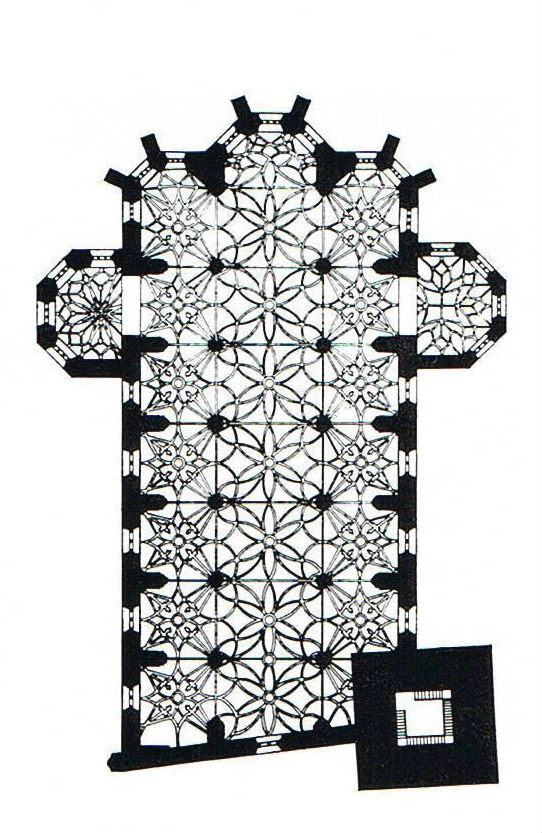
Grundriss der St. Annenkirche

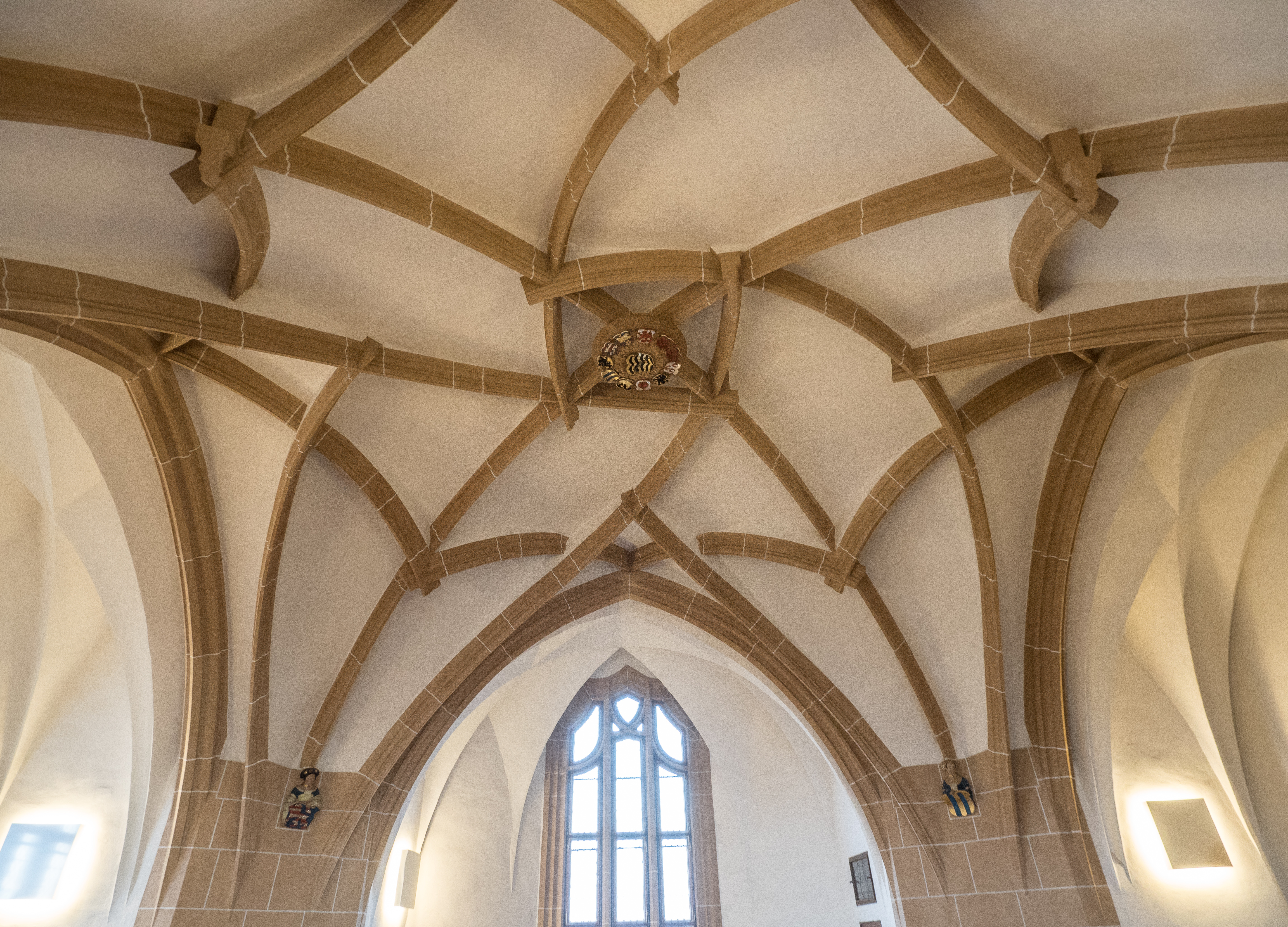
Wappensaal in der Albrechtsburg, 1522 von Jakob Haylmann gewölbt

Der aus Schweinfurt stammende Haylmann erlernte den Steinmetzberuf. Um 1500 arbeitete er wahrscheinlich unter Benedikt Ried am Wladislawsaal auf dem Hradschin in Prag.
Im April 1515 wurde Haylmann von Herzog Georg von Sachsen zum neuen Baumeister der Annenkirche in Annaberg berufen, nachdem der Baumeister Peter Ulrich verstorben war. Hier entwarf er das auffällige Schlingrippengewölbe der Hallenkirche nach Prager Vorbild und errichtete die Seitenchöre.
1521 entwarf Haylmann für den Wappensaal der Albrechtsburg in Meißen ein Gewölbe, das aus in sich verdrehten, fragmentierten und abrupt abbrechenden Rippenstücken besteht und sich so ebenfalls auf die königliche Architektur in Prag bezog. Das Gewölbe wurde 1522 eingebaut.
Haylmann war auch als Gutachter tätig. 1517/18 wurde er nach Brüx in Böhmen gerufen, um Pläne für den Wiederaufbau der 1513 abgebrannten Stadtkirche zu erstellen. Das neue Gewölbe ist wahrscheinlich nach seinem Entwurf errichtet worden, wobei die Ausführung von Georg von Maulbronn geleitet wurde.
Von Annaberg aus schickte Haylmann Parliere nach Zwickau, die das städtische Kaufhaus am Markt errichteten (1522–1525).
1518 führten von Haylmann eingeführte organisatorische Neuerungen im sächsischen Bauwesen zum sogenannten Annaberger Hüttenstreit. Da er in Annaberg die Lehrzeit der Lehrlinge herabgesetzt hatte und nichtzüftige Bildhauer wie Christoph Walther I beschäftigt hatte, klagte ihn die Magdeburger Bauhütte an, gegen traditionelle Gewohnheiten zu verstoßen. Um die Vorwürfe zu klären, kamen Werkmeister und Gesellen aus Sachsen, Böhmen und Schlesien 1518 in Annaberg zum Hüttentag zusammen und sprachen Haylmann frei. Das überlieferte Protokoll des Hüttentags ist ein wichtiges Dokument für die hoch entwickelte Organisation des Bauwesens im späten Mittelalter.
Haylmann besaß in  Annaberg die Häuser Kleine Kirchgasse 45, Kupferstraße 18 und Große Kirchgasse 3.